# Meister der Kreuzigungsgruppe der Sammlung Thomée in Altena
Als Meister der Kreuzigungsgruppe der Sammlung Thomée in Altena wird ein namentlich nicht bekannter mittelalterlicher Bildhauer und Bildschnitzer bezeichnet. Er hatte eine der acht großen Apostel-Statuen aus Sandstein geschaffen, die früher im Chorumgang des Doms zu Osnabrück standen. Die ihm zugeschriebene Figur zeigt den gleichen Stil wie eine Kreuzigungsgruppe, die sich in neuerer Zeit in der Sammlung des Landrats Fritz Thomée (1862–1944) in Altena befand und gab dem Meister so seinen Notnamen. Er gilt als ein Mitarbeiter in der Werkstatt des niedersächsischen oder westfälischen Meisters von Osnabrück.
Zuerst wurden in der Kunstgeschichte alle Apostelfiguren und weitere stilgleiche Werke aus der Region alleine dem Meister von Osnabrück zugeschrieben. Dann wurden wegen doch erkennbarer stilistischer Unterschiede Arbeiten eines Gehilfen gesehen und aus dem Werk des Meisters von Osnabrück ausgeschieden. Die getrennte Betrachtung der eigenständigen Arbeit eines Meister der Kreuzigungsgruppe der Sammlung Thomée in Altena hilft mit, die Entwicklung der spätmittelalterlichen Skulptur im Raum Osnabrück zu interpretieren und zu sortieren.